# 洛巴赫河 (基姆湖)
47°54′07″N 12°31′08″E / 47.90193°N 12.51897°E

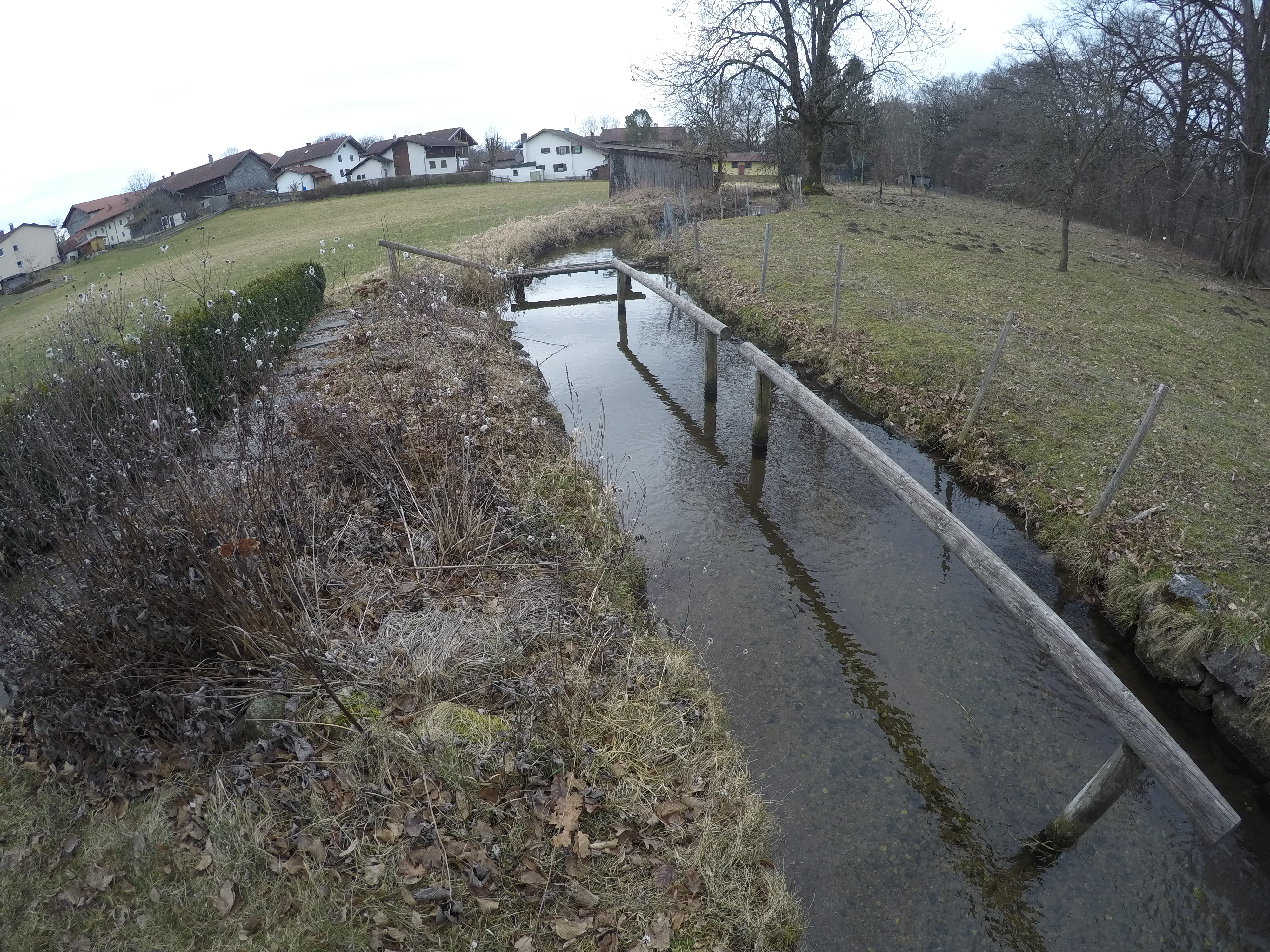

洛巴赫河（德語：Lohbach），是德國的河流，位於該國東南部，由巴伐利亞負責管轄，河道全長5.8公里，流經特勞恩施泰因縣，該河流最終注入基姆湖。